# Kylie Page
Kylie Pylant (Tulsa, Oklahoma; 13 de febrero de 1997-Los Ángeles, California; 25 de junio de 2025), conocida también como Kylie Page o Bonnie Kinz, fue una actriz pornográfica y modelo erótica estadounidense.

## Trayectoria
Nació en la ciudad de Tulsa (Oklahoma), en una familia con ascendencia nativoamericana. Entró en la industria pornográfica en 2015, recién cumplidos los 18 años. Si bien aquel año se la pudo descubrir participando, junto a otras actrices pornográficas noveles, en el documental de Netflix Hot Girls Wanted.
Como actriz, trabajó para productoras como Naughty America, Blacked, Jules Jordan Video, Girlfriends Films, Brazzers, FM Concepts, New Sensations, Digital Sin, Kick Ass Pictures, Evil Angel, Wicked Pictures, Filly Films o Vixen, entre otras.
En 2018, fue nominada en los Premios XBIZ en las categorías de Mejor actriz revelación y Mejor escena de sexo en realidad virtual, junto a Lana Rhoades, Lily Jordan y Ryan Driller por Spring Break 2017.
Otros de sus trabajos destacados son Art of Older Women, Erotic Massage Stories 8, I Want My Sister 3, My Sexy Little Sister, Secret Package, Stacked 8, Women Loving Girls 2, XXX Rub Down o Young And Curious 2.
Como actriz, llegó a rodar algo más de 220 películas y escenas.

## Fallecimiento
Fue encontrada muerta en Los Ángeles (California) el miércoles 25 de junio de 2025. La policía no especificó los motivos de su fallecimiento, y tan solo confirmaron que el deceso había sido confirmado por sus familiares.

## Premios y nominaciones
| Año  | Ceremonia         | Resultado | Premio                                         | Trabajo           |
| ---- | ----------------- | --------- | ---------------------------------------------- | ----------------- |
| 2018 | Premios XBIZ      | Nominada  | Mejor actriz revelación                        | —                 |
| 2018 | Premios XBIZ      | Nominada  | Mejor escena de sexo en realidad virtual       | Spring Break 2017 |
| 2018 | Spank Bank Awards | Nominada  | Best Smile                                     | —                 |
| 2018 | Spank Bank Awards | Nominada  | Sharing Is Caring                              | —                 |
| 2018 | Spank Bank Awards | Nominada  | VR Star of the Year                            | —                 |
| 2018 | Spank Bank Awards | Nominada  | Webcam / Skype Show Girl of the Year           | —                 |
| 2019 | Spank Bank Awards | Nominada  | Boobalicious Babe of the Year                  | —                 |
| 2019 | Spank Bank Awards | Nominada  | Slutty Step Sister / Step Daughter of the Year | —                 |